# Pablo Gómez Ortiz de Guzmán
Pablo Gómez Ortiz de Guzmán (Vitoria, Álava, 21 de mayo de 1970) es un exfutbolista español.
Su demarcación era la de centrocampista. Pablo es uno de los hombres de referencia del histórico Alavés de finales de los 90 y principios de los 2000, equipo comandado por Mané en el banquillo, llegó a disputar una final de la Copa de la UEFA en el año 2001, perdiendo ante el Liverpool Football Club en un partido épico. Es uno de los jugadores mejor dotados técnicamente que nunca han vestido la camiseta albiazul del Alavés, y uno de los pocos vitorianos que ha podido hacerse hueco en el equipo alavesista a lo largo de la historia.
Es el tercer jugador con más partidos oficiales disputados en la historia del Deportivo Alavés (noviembre de 2022).

## Trayectoria
- Aurrerá de Vitoria
- 1991-92 UE Lleida
- 1992-94 Rayo Vallecano
- 1994-95 Real Valladolid
- 1995-96 Deportivo Alavés
- 1996-97 Levante UD
- 1997-04 Deportivo Alavés
- 2004-05 Ciudad de Murcia

## Entrenador
En 2007 Pablo Goméz regresó al Alavés como técnico de la mano del nuevo presidente del club Fernando Ortiz de Zárate. Ortiz de Zárate ofreció a Pablo Gómez la preparación del juvenil de División de Honor, con el que completó una digna campaña. Al siguiente verano se le promocionó al segundo equipo del club, el Alavés B, que jugaba en Tercera División. A mitad de temporada y con el Alavés B ocupando puestos de descenso fue reclamado como segundo entrenador del primer equipo para ayudar a Javi López. El tándem Javi López-Pablo Gómez no fue capaz de evitar el descenso del Alavés a Segunda División B.
En 2012 se le encomendó de nuevo la dirección técnica del equipo juvenil de División de Honor.